# Marc Emili Pap
Marc Emili Pap (en llatí: Marcus Aemilius Papus) va ser un magistrat romà que va viure al segle iv aC. Formava part de la gens Emília, i era de la família dels Pap.
Va ser nomenat dictador l'any 321 aC, quan es va conèixer la greu derrota romana patida davant els samnites a la batalla de les Forques Caudines, prop de Caudium. La seva dictadura no obstant va ser breu i després es van elegir altre cop cònsols.